# Janów Podlaski (village)
Pour les articles homonymes, voir Janów Podlaski.
Janów Podlaski (prononciation : [ˈjanuf]) est un village polonais de la gmina de Janów Podlaski dans le powiat de Biała Podlaska de la voïvodie de Lublin dans l'est de la Pologne.
Le village est le siège administratif (chef-lieu) de la gmina appelée gmina de Janów Podlaski.
Il se situe à environ 20 kilomètres au nord de Biała Podlaska (siège du powiat) et 115 kilomètres au nord-est de Lublin (capitale de la voïvodie).
Le village comptait approximativement une population de 2 720 habitants en 2013.

## Histoire
De 1975 à 1998, le village est attaché administrativement à la voïvodie de Biała Podlaska.

Depuis 1999, il fait partie de la voïvodie de Lublin.

## Galerie

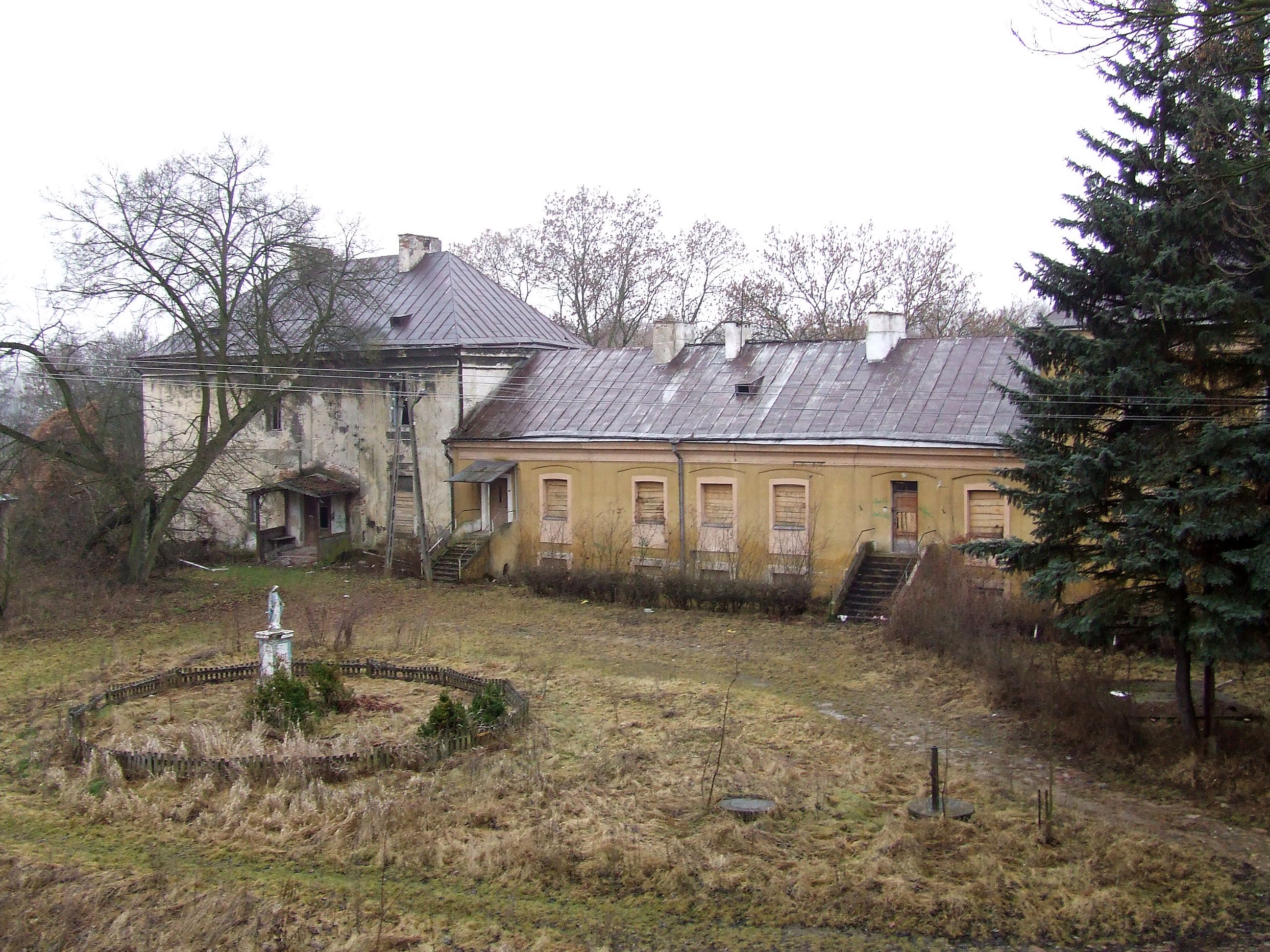
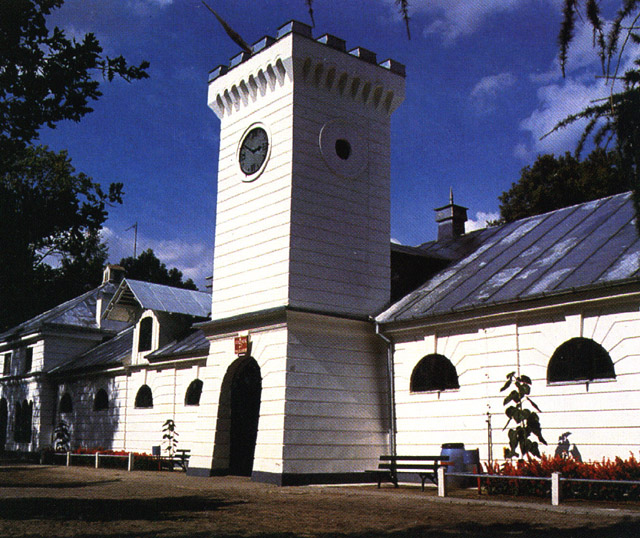
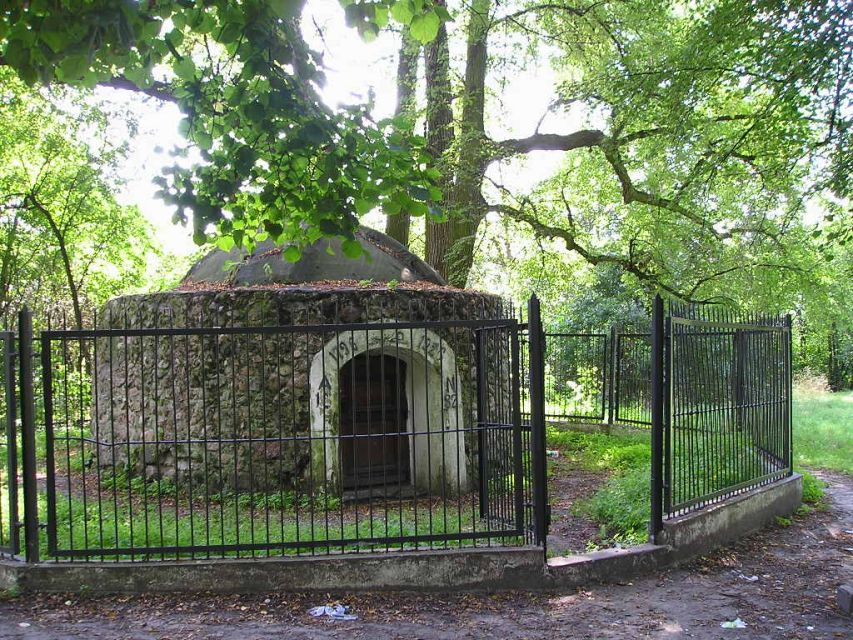

Quelques vues du village: